# 滋賀県道53号牧甲西線

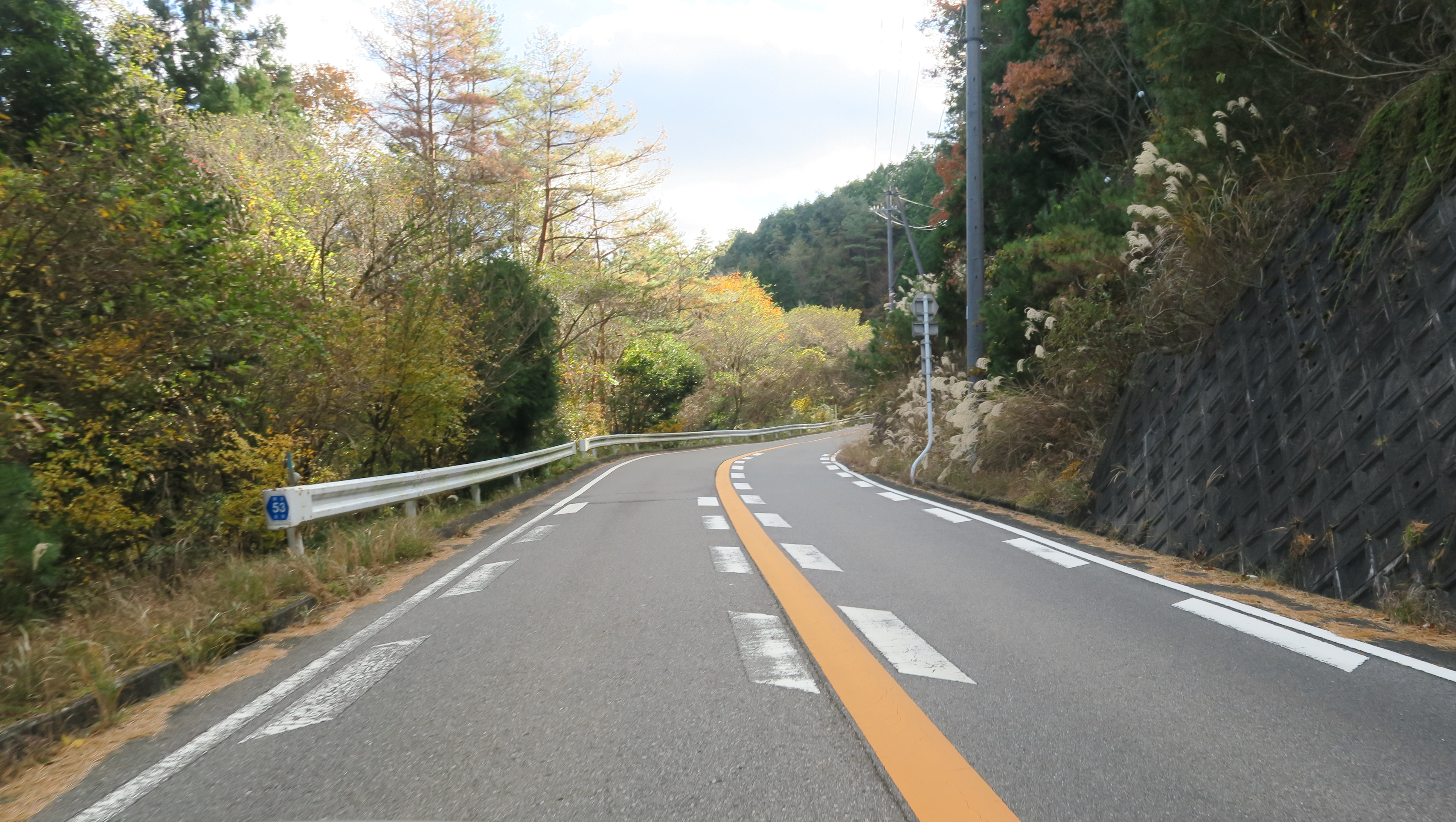
アセボ峠に至る上り坂（湖南市側）

滋賀県道53号牧甲西線（しがけんどう53ごう まきこうせいせん）は、滋賀県甲賀市から湖南市に至る県道（主要地方道）である。

## 概要
甲賀市信楽町牧の牧東交差点で国道307号から分岐して、紫香楽宮跡東側を経由し、アセボ峠を越えて湖南市に至る路線。かつて、峠付近は自動車の通行が不可だった。

### 路線データ
- 起点：甲賀市信楽町牧
- 終点：湖南市三雲

## 歴史
- 1958年（昭和33年）7月26日：滋賀県道120号牧甲西線として認定[2]
- 1983年（昭和58年）11月24日：アセボ峠付近が改良され、自動車での通行が可能となる[3][4][5]
- 1993年（平成5年）5月11日 - 建設省から、県道牧甲西線が牧甲西線として主要地方道に指定される[6]。
- 1994年（平成6年）4月1日：路線番号を「120」から「53」に変更[7]

## 地理

### 通過する自治体
- 甲賀市
- 湖南市

### 交差する道路
- 国道307号（近江グリーンロード）（甲賀市信楽町牧・牧東交差点、起点）
- 滋賀県道4号草津伊賀線（湖南市三雲・県道三雲交差点、終点）

### 沿線にある施設など
- 甲賀市立雲井小学校
- 雲井郵便局
- 雲井駅
- 紫香楽宮跡駅
- NTT西日本 滋賀支店雲井別館
- 国立病院機構紫香楽病院
- 新名神高速道路 信楽IC
- 紫香楽宮跡
- 鍛冶屋敷遺跡
- 宮町遺跡
- オレンジシガカントリークラブ
- 甲賀カントリー倶楽部